# Лойма (сельское поселение)
Лойма — административно-территориальная единица (административная территория село Лойма с подчинённой ему территорией) и муниципальное образование (сельское поселение с полным официальным наименованием муниципальное образование сельского поселения «Лойма») в составе Прилузского района Республики Коми Российской Федерации.
Административный центр — село Лойма.

## История
Статус и границы административной территории установлены Законом Республики Коми от 6 марта 2006 года № 13-РЗ «Об административно-территориальном устройстве Республики Коми».
Статус и границы сельского поселения установлены Законом Республики Коми от 5 марта 2005 года № 11-РЗ «О территориальной организации местного самоуправления в Республике Коми».

## Население
| 2010 | 2011  | 2012  | 2013 | 2014  | 2015 | 2016 |
| ---- | ----- | ----- | ---- | ----- | ---- | ---- |
| 1105 | ↘1091 | ↘1055 | ↘997 | ↗1012 | ↘998 | ↘950 |
| 2017 | 2018  | 2019  | 2020 | 2021  |      |      |
| ↘904 | ↘869  | ↘837  | ↘808 | ↘649  |      |      |

## Состав
Состав административной территории и сельского поселения:
| №  | Населённый пункт | Тип населённого пункта       | Население |
| -- | ---------------- | ---------------------------- | --------- |
| 1  | Анкерская        | деревня                      | 20        |
| 2  | Вотинская        | деревня                      | 21        |
| 3  | Галахтионовская  | деревня                      | 84        |
| 4  | Гарь             | деревня                      | 1         |
| 5  | Запольская       | деревня                      | 11        |
| 6  | Ивановская       | деревня                      | 41        |
| 7  | Карповская       | деревня                      | 55        |
| 8  | Козловская       | деревня                      | 43        |
| 9  | Коржинский       | посёлок                      | ↗278      |
| 10 | Кузнецовская     | деревня                      | 32        |
| 11 | Лёхта            | деревня                      | 13        |
| 12 | Лойма            | село, административный центр | 237       |
| 13 | Матвеевская      | деревня                      | 32        |
| 14 | Тарасовская      | деревня                      | 111       |
| 15 | Тарбиевская      | деревня                      | 28        |
| 16 | Уркинская        | деревня                      | 98        |